# جوان جيربر
جوان جيربر (بالإنجليزية: Joan Gerber)‏ (و. 1935 – 2011 م) هي ممثلة صوت، وممثلة، من الولايات المتحدة الأمريكية، ولدت في ديترويت، ميشيغان، توفيت في لوس أنجلوس، عن عمر يناهز 76 عاماً.

## وصلات خارجية
- جوان جيربر على موقع IMDb (الإنجليزية)
- جوان جيربر على موقع أول موفي (الإنجليزية)
- جوان جيربر على موقع قاعدة بيانات الأفلام السويدية (السويدية)
- جوان جيربر على موقع ديسكوغز (الإنجليزية)
- جوان جيربر على موقع قاعدة بيانات الفيلم (الإنجليزية)
- جوان جيربر على موقع كينوبويسك (الروسية)